# Penthalaz
Penthalaz (toponimo francese) è un comune svizzero di 3 247 abitanti del Canton Vaud, nel distretto del Gros-de-Vaud.

## Monumenti e luoghi d'interesse

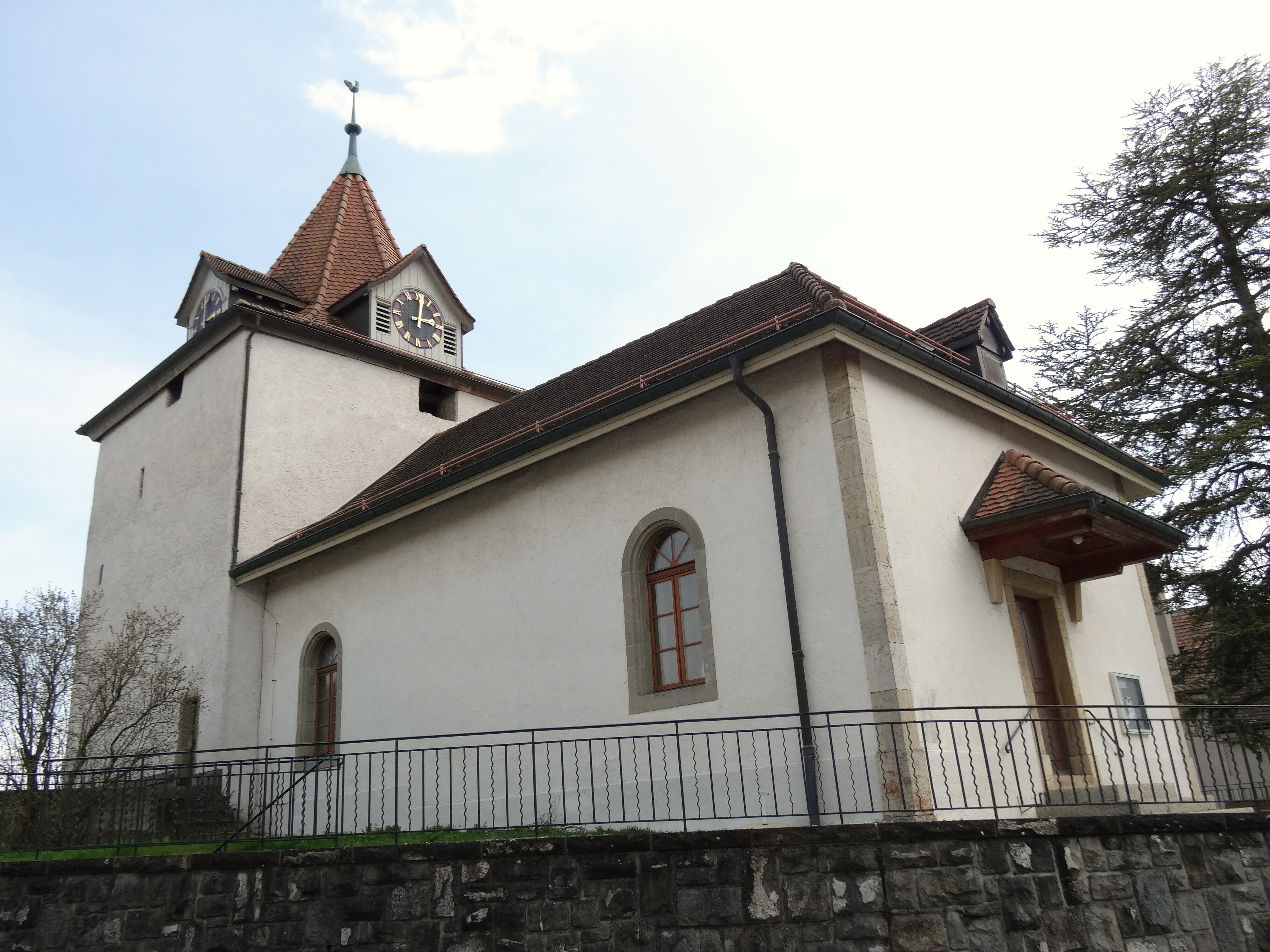
La chiesa di San Martino

- Chiesa riformata di San Martino, attestata dal 1228[1].

## Società

### Evoluzione demografica
L'evoluzione demografica è riportata nella seguente tabella:
Abitanti censiti

## Infrastrutture e trasporti

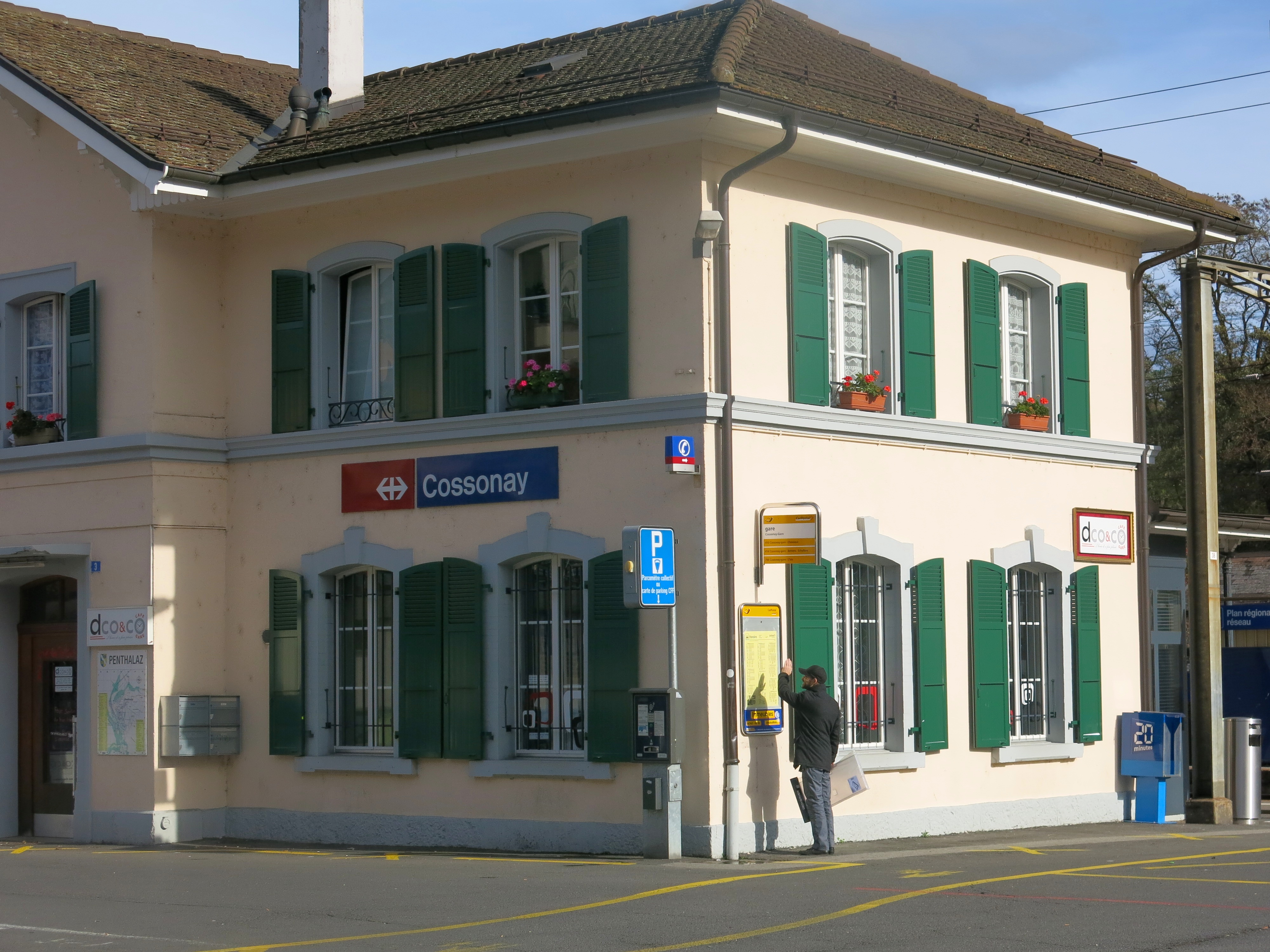
La stazione di Cossonay-Penthalaz

Penthalaz è servito dalla stazione di Cossonay-Penthalaz, sulla ferrovia Olten-Losanna. Nei pressi della stazione si trova il capolinea inferiore della funicolare per Cossonay.

## Amministrazione
Ogni famiglia originaria del luogo fa parte del cosiddetto comune patriziale e ha la responsabilità della manutenzione di ogni bene ricadente all'interno dei confini del comune.